# 風のクロノア
風のクロノア（かぜのクロノア）は、バンダイナムコエンターテインメントから発売されている、日本のアクションゲームシリーズ。1997年12月11日にPlayStation用ゲームソフトとして第1作『風のクロノア door to phantomile』が発売。以降、対応プラットフォームを拡大し、多数のジャンルでシリーズ化されて発売された。2.5Dアクションの名作である。

## シリーズ作品
| 1997 | 風のクロノア door to phantomile               |
| 1998 |                                               |
| 1999 | 風のクロノア ムーンライトミュージアム         |
| 2000 |                                               |
| 2001 | 風のクロノア2 〜世界が望んだ忘れもの〜        |
| 2001 | 風のクロノア 〜夢見る帝国〜                   |
| 2002 | クロノアビーチバレー 最強チーム決定戦!        |
| 2002 | 風のクロノアG2 ドリームチャンプ・トーナメント |
| 2002 | クロノアヒーローズ 伝説のスターメダル         |
| 2003 |                                               |
| 2004 |                                               |
| 2005 |                                               |
| 2006 |                                               |
| 2007 |                                               |
| 2008 | 風のクロノア door to phantomile (Wii)         |
| 2009 |                                               |
| 2010 |                                               |
| 2011 |                                               |
| 2012 |                                               |
| 2013 |                                               |
| 2014 |                                               |
| 2015 |                                               |
| 2016 |                                               |
| 2017 |                                               |
| 2018 |                                               |
| 2019 |                                               |
| 2020 |                                               |
| 2021 |                                               |
| 2022 | 風のクロノア 1&2アンコール                    |

- 風のクロノア door to phantomile（PS、3Dアクション、1997年12月11日、ベスト版あり）
  - 移植：PS2（『ナムコレクション』内の1作品）、2005年7月21日
  - 移植：iアプリ、2008年10月1日
  - リメイク：Wii、2008年12月4日
- 風のクロノア ムーンライトミュージアム（WS、アクションパズル、1999年5月20日）
- 風のクロノア2 〜世界が望んだ忘れもの〜（PS2、3Dドラマティックアクション、2001年3月22日、ベスト版あり）
- 風のクロノア 〜夢見る帝国〜（GBA、アクションパズル、2001年7月19日）
- クロノアビーチバレー 最強チーム決定戦!（PS、パーティー、2002年4月25日）
- 風のクロノアG2 ドリームチャンプ・トーナメント（GBA、アクション、2002年8月6日）
- クロノアヒーローズ 伝説のスターメダル（GBA、アクションRPG、2002年12月13日）
- 風のクロノア 1&2アンコール（Switch・PS5・PS4・Xbox Series X/S・Xbox One・PC (Steam)、ドラマチックアクション、2022年7月7日（Steam版：同年7月8日））

## シリーズの設定・世界観

### 世界観
風のクロノアシリーズは各ゲームの繋がりが薄く、特定の繋がりは明示されていない。
1997年 - 2001年作品
夢を渡り歩く力を持っている「夢見る黒き旅人」クロノアと、彼が訪れる世界、そして自らの存在と運命を知ることになるクロノアを描いた作品。据置型ゲーム機作品ではファントマイル語の存在が大きな特徴である。
2002年作品
2001年から2003年まで『別冊コロコロコミック』で連載された『疾風天国 風のクロノア』を境に世界観が一新され、クロノアはヒーローを目指す少年的なキャラクターになった。また、過去作品のキャラクターたち（作品毎に舞台は異世界であった）が共存するなど、パラレルワールド的な内容になっている。

### ファントマイル語
初期作品ではクロノアたちが架空の言語を喋り、画面上ではその日本語訳が表示されるという演出でストーリーが進んでいく。独自の単語や文法に基づいた完全な独立言語であるが、一部実在の言語を参考にしていたり、スキー用語などをもじって利用しているものもある。例えば、ガディウスの喋る言語はドイツ語が基になっている。また、ファントマイル語はゲームに登場する言語の総称であるが、各キャラクターはイメージ作りのため別の言語を喋る設定であり（別言語でも翻訳無しに意思疎通する）例えばクロノアが喋る、わ行・は行・ら行を中心とした言語をクロノア語とするなど、使用するキャラクター+語という名前で呼ぶこともある。

## 音楽
井村絵里子を中心とし、大久保博、中西哲一、小沢純子、柿埜嘉奈子、高橋コウタ、辰田朋子、堀込高樹、柴野浩美、といったスタッフが楽曲制作に関わっている。

## キャラクター
クロノア
声 - 渡辺久美子
全てを通してのシリーズの主人公。黒い体毛で長い耳を持つ獣人の少年。風を操れるリングを持つ。パックマンが描かれた青い帽子をかぶっており、瞳の色は『夢見る帝国』までは黄色、『ビーチバレー』以降は茶色で描かれている。また、その他の設定やデザインも若干異なる。
『夢見る帝国』まで
危機に落ちた世界を救うべく異世界から召喚されて来る存在。"異の夢"や"夢見る黒き旅人"と、各世界で呼ばれる名称が異なる。クロノア自身は召喚される存在であることに気づいていないが『風のクロノア』のエンディングでヒューポーにこの事を知らされ、『風のクロノア2』のエンディングではその事実に気付いているような振る舞いを見せいる。持ち前の明るさと旺盛な好奇心で、数々の困難に立ち向かう。
PS版『風のクロノア door to phantomile』と『風のクロノア2 〜世界が望んだ忘れもの〜』で服装が変化しており、特に『風のクロノア2』の方では服装の違いの他、背が若干伸び、声もやや低めになっており、更に一作目より性格がやや冷静で大人びた感じになっている。モデルは耳の長い猫らしい。Wii版『door to phantomile』ではさらに衣装が一新され（赤系のファッション）、『1』や『2』、甚平衣装も選択可能。
『ビーチバレー』以降
ブリーガルで育った元気で好奇心いっぱいの少年。正義感が強くて仲間思いだが「ヒーロー」という言葉に弱く、調子に乗せられやすい一面もある。風を操る能力を持ち、手にしたリングから風だまを撃つ事が出来る。しかし、泳ぐことができない為、水中では潜水スーツディープワンが必要となる。
『ヒーローズ』ではウィンドソードやハンマー、ビームジャノメで戦う。
漫画版
陽気で、ちょっとドジで、自称正義のヒーロー（というかトラブルメーカーである）。ゲームのクロノアとは違い、まぶたが白い。事あるごとに風の町やガーレンの屋敷を破壊する（本人はわざとやっているわけではない）。いびきがうるさい。

### 仲間
ヒューポー
声 - 瀧本富士子（PS版『door to phantomile』）、神田朱未（Wii版『door to phantomile』）
『door to phantomile』や『ムーンライトミュージアム』、『夢見る帝国』に登場。
水色の丸い球体姿の精霊。クロノアと共に冒険をする。クロノアとは大の仲良し。
『クロノアビーチバレー』で審判を務めたり、『風のクロノアG2』のエクストラステージクリア時の絵にも登場している。
『door to phantomile』ではクロノアが幼いころに出会ったリングに宿る精霊。本来は月の国クレスの王子で、真の姿は水色の服を着た少年。崩れた夢のバランスを直すためにじっちゃんと2人でクロノアを異世界から召喚し、世界を救うためクロノアに協力していた。Wii版では球体時に手が無くなっている。
ロロ
声 - 川上とも子
『風のクロノア2』からの登場で、初の女性パートナー。人型で尻尾がある。気絶していたクロノアを介抱して以来、一緒に旅をすることになる。全体で通していえることは、見習い巫女で少々ドジなところがあるということである。
『風のクロノア2』ではクレア母神に仕える巫女を目指している見習い巫女。だが、その資格試験には落ちてばかり。そのため自分に劣等感を抱いている。一生懸命さは人一倍であることは確か。世界を救おうと願い、大巫女に巫女の資格を得る。世界を救いたいとも思っているのだが、心のどこかでは巫女になって自分を落ちこぼれと馬鹿にする周囲を見返してやりたいとも思っているため、クロノアを利用しているという後ろめたさも持っている。哀しみの王との戦いが終わったあと、巫女の資格を返し、自力で資格を取ろうと決心した。本作では彼女がリングに入ることで風だまを使う事ができる。
『クロノアヒーローズ』ではクロノアとは幼馴染で、見習い巫女。今回はドジ的な部分を強調している風がある。一生懸命さは変わらず。癒し系の霊力が使える。しかし、中盤でジョーカーに捕らわれ悪夢のエネルギーを束ねる触媒としてガーレンに利用される。
漫画版では巫女見習いという設定は無くなっており、天空寺院の受付を担当している。
ポプカ
声 - 水田わさび
『風のクロノア2』からの登場。見た目が犬で、クロノアを助ける存在。自称"ロロのお目付け役"。ロロからもらったらしい赤いスカーフを洗濯の時以外絶対に外さない。空を飛べるが重いものは運べない。憎まれ口を叩くが、基本的にはいいヤツ。なぜか空気が必要ないので空気が汚染されていても全く平気。哀しみの王を救済したクロノアを見て、何となくクレア母神に似てるんじゃないかとコメントした。
漫画版では予言者バグジの命を受け、ゆーしゃの紋章を持つゆーしゃを探すために風の街にやってきた。
ガンツ
声 - 櫻井孝宏
初登場は『クロノアビーチバレー』で『風のクロノアG2』及び『クロノアヒーローズ』にも登場。
「金色（こんじき）の死神」の異名を持ったさすらいの賞金稼ぎで狙った相手は必ず仕留めるクールな一匹狼。ガンツが賞金稼ぎになったのは父バッツの仇を討つためといわれている。女が苦手で船酔いしやすいため、船に乗る話になると頑なに拒否する。
自分が持っている銃に他人が触られることを嫌い、常に銃を持っていないと落ち着かない。口は悪いが、クロノアも認めるほどのかなりの美形で、クロノアの次に人気が高い。
NAMCO x CAPCOMでは女性に対しても特に苦手な様子は見せていない。
漫画版ではクロノアと同様ギャグ担当で泳げないという設定になっている。モデルは狼、犬と猫の両方だったらしい。
チップル
声 - 芝原チヤコ
『夢見る帝国』からの登場。ボクサーを目指す少年だが、悪い夢によって、怪物に変身してしまったがクロノアによって助けられ、それ以来クロノアのことを兄貴として慕う。「っス」口調。弟もいる。初登場時は木製人形のようなデザインだったが、それ以降の作品では耳と尻尾が付け足されておりカンガルーのような外見になっている。
『ヒーローズ』では近所の友達として登場。
漫画版ではチャンピオンに君臨していてかなり強い。
スイリュー
『風のクロノアG2』のみの登場。落ち着いた感じの龍の騎士。ドリームチャンプ・トーナメントの出場には何か思惑があり、試合直前にクロノアに負けた者の末路を見ておくようにと忠告した。
その正体はガーレンの悪事を暴くため試合に潜入していた警察官。
パンゴ
声 - 飯塚昭三
『クロノアヒーローズ』からの新キャラクター。優しくて、手先が器用な物知り屋な花火職人。しかし必殺技を使うときに豹変。眠り病にかかった息子・ボリスを助ける旅の途中、クロノアたちに出会う。公式ガイドブックによると年齢は33歳。モデルはセンザンコウで、パンゴという名前はセンザンコウの英名「Pangolin」を元にしている。
漫画版では面倒見の良い所は変わっていないが、何かのトラウマがあるのか「カメ」という言葉を聞くとキレて言葉遣いも悪くなり爆弾を爆発させまくるかなり危ない役になっている。
じっちゃん
声 - 矢田耕司（Wii版『door to phantomile』）
『door to phantomile』及び『クロノアヒーローズ』に登場。風の村の住人。クロノアの育ての親。
『door to phantomile』ではファントマイルの伝説を知る者の一人。実はヒューポーと共に違う現実で異の夢を見る人物を探した張本人。つまり、クロノアはヒューポーとじっちゃんに選ばれてファントマイルに召喚された存在だったことが明らかになる。ストーリー中盤では月のペンダントを狙うジョーカーの襲撃を受け、命を落としてしまう。
『ヒーローズ』では、クロノアのリングはじっちゃんから貰った事になっている。
バルー
声 - 川津泰彦（Wii版『door to phantomile』）
『door to phantomile』及び『クロノアヒーローズ』に登場。石工の頭。
『door to phantomile』では、歌姫レフィスの伝説を信じており、月の国に行くために塔を作っていた。後の対ナハトゥム戦では月の大砲を使いともに戦う。ナハトゥムを倒した後、完成した塔にレフィスを招き、その思いを告げるもその恋は成就しなかった。
『ヒーローズ』ではクロノアに2つの必殺技を伝授（?）してくれる。
レフィス
声 - 皆口裕子（Wii版『door to phantomile』）
『door to phantomile』に登場、『ヒーローズ』ではバルーの会話で名前のみ登場。
『door to phantomile』では、世界を再生させる「再生の歌」を歌う事のできる伝説の歌姫。しかしその力を疎むガディウスにより追われ、最終的にナハトゥム復活の触媒にされる。ナハトゥム消滅後、無事に救い出され、「再生の歌」を歌い、世界を元通りに戻した。
『ヒーローズ』ではアイドルでありコンサートの公演もしている。
大巫女
声 - 川村万梨阿（クロノア2）
『風のクロノア2』及び『クロノアヒーローズ』に登場。
クレア・モハ大寺院を司る大巫女で、ロロとレオリナの師でもある。ロロと同様に尻尾があるが、確かめられる場面はほとんどない。
達観的かつ物静かな性格で、焦りのあったロロやレオリナを諭すような発言も多い。闇の気のせいで体調がすぐれなかった。
『ヒーローズ』では天空寺院を治めており、パンゴの紹介でクロノアにヒーローメダルを授けている。
『NAMCO x CAPCOM』では会話シーンのみのNPCとして、天空寺院を司る立場で登場。ジョーカーに命を狙われる。
シードフ王
声 - 川津泰彦（Wii版『door to phantomile』）
『door to phantomile』に登場したジャグポット王国の国王。
ファントマイル全域の水源を司っていたが、ガディウスに闇の仮面をつけられて操られてしまい水を逆流させてフォーロックの木々を枯らせてしまった。
そして、エヴィルパメラと共に城に乗り込んできたクロノアと戦うが、パメラと共に倒されて闇の仮面から解放され、再び水を流してフォーロックへの道を復活させる。ナハトゥム戦では月の大砲の一つの砲主として参戦した。
『ヒーローズ』では、ジャグケトルにいる住民の話の中にのみ出てくる。
オババ
声 - 西川宏美（Wii版『door to phantomile』）
『door to phantomile』に登場した木の国フォーロックの長老的存在。
フォーロック頂上のからくり屋敷に住んでいたが、ジョーカーに捕らわれ詰問される。
じっちゃんと同じく世界の秘密の片鱗を知っており、救い出された後はその一部をクロノアに伝えた。ナハトゥム戦では月の大砲の一つの砲主として参戦した。
その時のボス戦では背景として柱に縛られている彼女にムゥをぶつける事ができ、その際は救出された後の彼女のセリフが若干変化する。
大神官モ・エール
声 - 西脇保（Wii版『door to phantomile』）
『door to phantomile』に登場した太陽の神殿コロニアの神官の長。
コロニア上層の聖域と呼ばれる地域を司っていたが、ガディウスの不意打ちで気絶していた所をクロノアに助け出される。
クロノアにガディウスの正体と日食の秘密を教え、最終決戦では月の大砲の砲主の一人として参戦した。
神官ソ・ラール & 神官ソ・レール
声 - 西脇保、中尾良平（Wii版『door to phantomile』）
『door to phantomile』に登場した瓜二つの太陽の神殿コロニアの神官。
ガディウスの配下によってコロニア中に散らばった聖域への扉の鍵である四つの宝珠の回収を依頼してくる。
ソ・ラールは冷静かつ丁寧な喋り方をするが、ソ・レールは口が悪くて命令口調である。
月の女王
声 - 西川宏美（Wii版『door to phantomile』）
『door to phantomile』に登場した月の王国クレスの女王。ヒューポーの実母。
ナハトゥムへの唯一の対抗策である先祖から伝わる5台の月の大砲を所有しており、彼女も大砲の砲手を務めた。
カラル
声 - 金田朋子（Wii版『door to phantomile』）
『door to phantomile』及び『クロノアヒーローズ』に登場した海と空で生きられる巨大魚の子供。
初作ではジャグポットの城の近くに捕らわれていた所をクロノアに助け出され、城へ案内する代わりに操られた母親を止めてくれるように依頼する。母親と同じく飛行能力があり、ナハトゥム戦に向かうクロノアを最後の戦いの場へ運んでいった。
『ヒーローズ』でも初作と同じようにクロノア達に凶暴化した母親を助けてくれるようにお願いし、彼らと同行する。
パメラ
声 - 皆口裕子（Wii版『door to phantomile』）
『door to phantomile』及び『クロノアヒーローズ』に登場した海と空で生きられる巨大魚でカラルの母親。『クロノアヒーローズ』と『door to phantomile』で体の色が異なっている。
初作ではシードフ同様ガディウスに操られ、エヴィルパメラとして、シードフ王と共にクロノアと激突するも開放される。その後はクロノアをコロニア及びクレスへと運ぶ役割を果たす。初作の設定では、三千年前の戦争ではパメラの何倍もの大きさの巨大魚が兵士をその背に乗せて活躍したとされる。
『ヒーローズ』では満月の日に凶暴化（初作同様エヴィルパメラに変異）しては漁師達を困らせていた。クロノア達と戦い倒されるが、初作と違いその時点では元に戻らず、最後は止めを刺そうとするガンツから必死に自分を守ろうとするカラルの姿を見て、ようやく元に戻る。

### その他のキャラクター
水の国の兵士
声 - 金田朋子（Wii版『door to phantomile』）
『door to phantomile』に登場した水の国の兵士。操られたシードフ王を元に戻すためフォーロックのオババに助けを請うにきたが、渡しの水路が枯れていたため立ち往生していた。頭に壺らしきものをかぶっている。
女の子
『ムーンライトミュージアム』に登場。月のカケラを芸術家に奪われ、月を元に戻す事が出来なくて泣いていた。
バグジ
声 - 龍田直樹
『2』に登場したルーナティアの中央に庵を構える、ルーナティア一の占い師として名高い人物。帽子にはいつも鳥が乗っている。
世界を救うためクロノア達にエレメントを集める使命を与えるが、その正体は哀しみの王がクロノア達を利用するために送り込んだ偽りの預言者だった。
老木
『2』に登場した、まどいヶ峠にある巨大な喋る枯れ木。蔦にまどいの鐘がぶら下がっている。「ゲボハハハ」と笑う。
ロロの心に迷いがあることを見抜き、覚悟を見るために従鳥ポロンテをけしかけた。迷いを断ち切ったロロに「まどいを受け入れて進めば、世界はあとから付いて来る」と助言を与え、クロノアにエレメントを託した。
ゴーストパレス執事
声 - 鈴村健一
『2』に登場したジョイラントにあるお化け屋敷「ゴーストパレス」の案内人。
モメットさん
声 - 青森伸
『2』と『ヒーローズ』に登場。
『2』では、ジョイラントの興行主。想い出を具現化するのが得意。絵画コレクターとレコードコレクターとしても有名。各ステージにあるモメットドールズの製作者。
『ヒーローズ』ではモメットさんのテントで1度倒したボスと再び戦える。
マメットさん
『ヒーローズ』に登場。モメットさんの弟であり、マメットドールのコレクター。
ナハトゥム消滅後、モメットさんとバルーと一緒に各地の幻獣を集めて回り、ルナ・ベースの施設も利用してアトラクションを建設しようとした。
ムジカ
『夢見る帝国』に初登場したオペラハウスのプレアミルに住む歌姫。
素朴ながら優しい歌を唄う事で人気が有ったが、宰相バクウにつけこまれた帝王ジリアスにより騒音を撒き散らす魔物と化した。
ペリル
『夢見る帝国』のプレアミルの住人。
体色は水色で、髭がある。ムジカのファンで、魔物化した彼女を助けてくれるよう依頼してくる。
チーリン
『夢見る帝国』にあるジオブブのレストランシェフ。
ニンジンが苦手で、夢でそのニンジンを食べられるようにする料理を作ろうとしていたが、宰相バクウにつけこまれた帝王ジリアスの手により食物を食い荒らす怪物と化す。そのため彼がシェフを務めるレストランではニンジン（しかも生）しか出されなかった。ちなみにレストランでクロノアはハンバーグ、ヒューポーはステーキを注文した。
漫画版にも怪物形態のみ登場。
メディム
『夢見る帝国』にある大樹の里のサヌタールで働く医師。
どんな病気にも効く万能薬の開発に勤しんでいたが、やはり宰相バクウにつけこまれた帝王ジリアスの影響で怪物と化し、強力な風邪の菌を里中にばら撒く。
マリス
『夢見る帝国』のサヌタールの住人。
怪物となったメディムの菌に感染して苦しんでいた所をクロノア達に出会い、メディムの救済を頼む。
本編では顔色が悪くマスクをしているため素顔はよく解らないが、エンディングでは素顔が見られる。
ディグロ
『G2』と『ヒーローズ』に登場した巨漢。
『G2』ではガーレンに招待された選手の一人として登場し、ロロと対決するも無茶がたたって敗北する。
『ヒーローズ』ではムゥンズの村に滞在していたが、ジャンガに仲間を人質に取られてしまい、旅人をガーレン達の悪夢の実験場であった遺跡に誘導していた。最後の戦いではクロノア達に応援の念を送っている。古武術の達人で、旅商人の護衛を生業としているらしい。
ズィーグル
『G2』に登場した小柄の吸血鬼。
ガーレンに招待された選手の一人として試合に出場するも、貧血を起こし、敗北した。
『ヒーローズ』にも一瞬だけ登場している。
アネモン
『G2』に登場した盗賊の女頭領。
ガーレンに招待された選手の一人。砂漠戦にアドバンテージがあったが、本物の砂漠と勝手が違うガーレンのステージに戸惑い、敗北する。
ゴメロス
『G2』に登場した図体の大きな漁師。
漁師ながらガーレンに招待された選手の一人。気性が荒いが根は気弱でお化けがとにかく怖いらしい。クロノアと対決し敗北する。
ボリス
『ヒーローズ』に少し登場したパンゴの1人息子。父からは「ボっくん」と呼ばれている。
原因不明の眠りの病気に陥っており、パンゴはその治療法を探すために旅をしていた。クロノア曰くいたずらっ子。
バッツ
かつてジャンガとともに賞金稼ぎをしていたガンツの父親。
旅の過程でナハトゥムやスターメダルの秘密に迫る一文に触れ、それを狙うジャンガに殺された。
長身の拳銃を得物とし、ヒーローメダル（ゴールド）も持つ。
故人であるため本編では登場しないが、公式ガイドブックでは彼の設定画が見られる。

### 敵キャラクター
ジョーカー
声 - 四代に渡って声優が変化。
- PS版『door to phantomile』：あらゐよしひこ（クロノア開発スタッフ）
- 『クロノアビーチバレー』：志賀克也
- 『NAMCO x CAPCOM』：古川登志夫
- Wii版『door to phantomile』：島田敏

混乱の起きる場所には必ず現れる、ずるがしこくて卑怯なキャラクター。相手を小馬鹿にした口調でしゃべる。かなりの力を持っており、ムゥなどのザコ敵を使った戦法を得意とする。しかし、どこか抜けていて、どんな作戦も必ず失敗したりする。ナンバーワンになるよりナンバーツーがポリシーで、普段は強いものの後ろでコソコソ動き回っているが、『door to phantomile』では日食が起こると無敵の幻獣ビーストジョーカーに変身したり、『ヒーローズ』以降ではフラワージョーカーに変身して戦ったりする。
『door to phantomile』ではガディウスの忠実な部下で、彼のためにクロノアの行く先々で何度も邪魔をしてくる。対峙する場面は多いものの、実際に彼と戦うのはゲーム終盤のコロニアの屋上に着いてからである。戦闘の際には闇の力で巨大化する。普段は手を回転させて歩き回るくらいで、攻撃らしい攻撃をしないが、日食が起こると上記のビーストジョーカーに変身し、非常に攻撃的になる。最期はクロノアに倒され、ガディウスの名を叫びつつ爆発した。
『ヒーローズ』ではガーレンの配下としてジャンガと共に行動している。最初はジャンガと別行動を取り、天空寺院にてロロをさらおうとするが、クロノアとパンゴが現れたため逃げようとするが追いつかれ、更にはパンゴの誘導尋問で計画の一部を喋ってしまう。そして、第1作目と同様巨大化してクロノアとパンゴと戦い倒されるが、それは偽者で本体が姿を現すと上記のフラワージョーカーに変身し、2人を打ち負かしてロロを連れ去った。後にボルクのロケット基地でクロノア達と対峙し、今度は本人自らが戦いを挑む。この戦いでは前回の分身同様巨大な姿となる他、フラワージョーカーの形態に変身しながら戦う。だが、この時天空寺院の時よりもクロノア達は成長して強くなっていたため、敗北。そして最後はハッタリをかまして消えた（その後の消息は不明）。この作品では両手を武器にして戦い、またその手を破壊する事が可能（しばらくすると復活する）で、特にフラワージョーカーの形態時には手の内の1つに体力を回復させる能力が付く為、いかに早く手を破壊するかが戦いを有利に進める鍵となる。
マンガ版ではガンツの相棒として登場した。「ざんす」が口癖。
デザイン、性格ともあまり変化の無いキャラクターだが、実はビーチバレー以降1作目にあった尻尾が無くなっており、笑い方が変わっている（初作は「キシシシシ」、ヒーローズでは「のほほほほ」）。また、Wii版『door to phantomile』では、大幅にデザインが変更されており、腕と脚が付いた今までに無い独特の姿をしている（ただし、ボス戦時は今までと同様、手足の繋がっていない姿になる）。
ガディウス
声 - 由水桂（クロノア開発スタッフ）（PS版『door to phantomile』）、大友龍三郎（Wii版『door to phantomile』）
『door to phantomile』に登場。かつて月の王国との戦争に敗れて封印され、そしてこの世によみがえった闇なる魔王。
もともと彼は月の国の人間だったようだが、三千年前に一族とともに謀反を起こし、世界を掌握しようとしクレスを制圧した。しかし他の風の国、水の国、木の国の三ヶ国連合軍との戦闘（クレス十日間戦争）で月の国から撤退。その後ブリーガルの決戦において連合軍と空飛ぶ巨大魚に敗れ、水の国の氷柱に封印された。そして三千年後、夢のバランスが崩れ太陽の神殿の高度が三万六千メルク降下、温度が二ミルド上がり氷柱が溶けたことで復活を遂げた。
自分を封印した世界そのものに憎悪を抱き、再生を司る歌姫レフィスを連れ去ると同時に悪夢の化身ナハトゥムの誕生させ、それによる全世界の破滅を目論む。
悪夢の種子という物から配下の巨大幻獣を作り出せるほか、ファントマイルの住人達の悪夢を増幅させ、泡のような物体に閉じ込めてしまう事もできる（それらは各ビジョン内にあり、泡を割る事で住人は解放される）。さらにマントの中は宇宙のような亜空間になっていて、この中にレフィスを取り込み捕らえている。
闇の力による幻術を得意とし、クロノアをミルバの輪と呼ばれる輪が回る特殊空間に引きずり込んで戦うも敗れ、その後自らの闇エネルギーをナハトゥムに与えて消滅した。
ファントマイル語では彼の名前は「ガディー」と呼ばれている。ラフ画には足が描かれている。開発中は「ララプープ」という名前だったようで、ピエロのようなかなりファンキーな敵として描かれていた。
レオリナ
声 - 渕崎ゆり子
クロノアが持っているリングを狙う女空賊で、かつては大寺院で巫女見習いをしていた（その時の名前はリオであった）が、大巫女に力を認められず、「ムダな修行をつむくらいなら自分のやり方で力を手に入れる」と考え、出奔した過去を持つ。クロノアと敵対することになるライバル。五つめの鐘を呼び覚ます事で、世界に混沌を引き起こし、そしてエレメントを利用して自ら世界を救うことで力を認めさせ、力を得ようとした。
性格は冷徹にして狡猾。コイン状のもので巨大幻獣を召喚できる。タットをはじめ多数の幻獣を従え、幾度となくクロノアをピンチに陥れるが、後に復活した箱舟イシュラスの尾にある球体の部屋「エンブリヨ・コンパス」にて哀しみのエネルギーに取り込まれ、巨大幻獣カースド・レオリナ（ゲーム中は「忌まれしレオリナ」と表記）に変貌してしまう。魔物になったレオリナはクロノアの攻撃が届きにくい場所から様々な攻撃を仕掛けてくる。クロノアに助けられた後は自らの過ちに気付き、イシュラスを止めるためクロノアに協力した。哀しみの王との戦いが済んだ後は哀しみの国の建て直しにも張り切って従事する。
「クリムゾン・アイリス号」という名の2人乗りの飛空挺を所有。『ビーチバレー』の設定によれば悪い奴からしか盗まないらしい。実は料理が苦手で、魚料理が好き。趣味は昼寝。
マンガ版では水泳教室の教官として現れた。
タット
声 - こおろぎさとみ
レオリナについて回る見た目が猫の使い魔的存在。陽気な今風の女の子で、ちょっぴりいじわる。レオリナの命令で度々クロノアの前に現れては、混乱を巻き起こす。ただ、本気で邪魔をするというよりも、からかって遊んでいる感じである。
体の右側が白く左側が紺色で、左目は常に閉じている。2匹に分身することができる（1匹が白で、もう1匹が紺色になる）。手先が器用で機械に強くスーパータットロボという自分そっくりな巨大ロボも作った。
マンガ版では水泳教室の教官であるレオリナの助手をしている。
哀しみの王
声 - 不明（エンドクレジットに記載無し）
『風のクロノア2〜世界が望んだ忘れもの〜』に最後の敵として登場。五つめの鐘が呼び覚まされた事で現れた哀しみの国の王と呼ばれる人物。身体的特徴がブリーガルの民であるクロノアと良く似通っており、話す言葉もクロノアのそれと酷似しており、同じ発音・意味の単語がある。
クロノアを自らの元へ呼び寄せ、そして自分が世界に拒絶される事に対する怨嗟と悲哀を吐いてクロノアと激突した。自らの心の殻に閉じこもるシェルモード、周囲に心の壁を展開しながら攻撃をするスフィアモードを駆使してくる。
最後はクロノアに半ば救済される形で光となって消滅したが、エンディングでは大巫女の元に赤子の姿で転生したように示すシーンがある。
ヒューポーとクロノアを混ぜたような姿をしている事から、ヒューポーの化身あるいは前作でヒューポーと離れ離れにされ世界を追われたクロノアの哀しみから創られたという説があるが、真意は不明。
クロノア、ガンツに次ぐ人気キャラクターでもある。
ガーレン
声 - 島香裕
『ドリームチャンプ・トーナメント』の主催者で、メカメカ帝国を支配している謎の人物。その真意は優秀な者達を集めては彼等を歯車にして自分の国の動力源にしようと目論んでいた。最後は秘密兵器ガレンガクーツクを用いてクロノアと戦うも敗れ去り、帝国を失った挙句に選手として入り込んでいたスイリュー捜査官に逮捕された。
『クロノアヒーローズ』ではジョーカーとジャンガを操っていた黒幕にして、太古の英雄王ナハトゥムの力を利用し、世界の支配を企むマッドサイエンティストとして登場。悪党でありながらヒーローとして最高の証であるとされるゴールドメダルを有している。
月面に巨大な要塞、ルナ・ベースを築くなど高度な技術力を誇り、人々を要塞からの特殊電波で眠らせて悪夢を見させ、その負のエネルギーを誘拐した巫女であるロロに束ねさせる事でナハトゥム再生を果たそうとする。最後は自身が駆る戦闘メカバグポットDをクロノア達に破壊された挙句、ナハトゥムに取り込まれてしまった（ただし、ナハトゥムが消滅した後、同様に取り込まれたロロが解放されている事から、彼もナハトゥムから解放され生存している可能性が高い）。
『ヒーローズ』のガーレンはシリアスな悪役として描かれており、ナハトゥムを復活させる役回りは第1作のガディウスを彷彿とさせる。ただし、ガディウスは自らエネルギーをナハトゥムに与えたのに対し、ガーレンはナハトゥムによって取り込まれるという違いがある。
マンガ版では、いつもクロノアとムゥにひどいことをしている（クロノアの家を爆破したり、クロノアを騙したり）。大きなお屋敷を持っていて、それをいつもクロノアに壊されている（クロノアはわざと壊しているわけではない）。
体型が『風のクロノア2 〜世界が望んだ忘れもの〜』のボルク人に似ており、彼の服にもボルクのシンボルマークを連想させるような模様が存在しているが、ボルクとの関係は不明である。
ジャンガ
声 - 檜山修之（『NAMCO x CAPCOM』）
『クロノアヒーローズ』に初登場した猫のような姿の長身の人物。年齢不詳。右目が黄、左目が青のオッドアイで、「キキキキ」と笑うのが特徴。毒の爪のジャンガの異名を持ち、「プワズンクロウ」という毒の爪を武器にしている。その他に、毒の泡を飛ばす「ジャンガバブル」、カッターや分身攻撃を仕掛ける。かつてはガンツやその父バッツと同じ賞金稼ぎで、コンビを組んでいたのだが、不意打ちでバッツを殺害し、その後はガーレンの配下として暗躍していた。そもそもバッツと組んだ理由は彼を利用してナハトの闇の力を探し出すためだった。最後はガンツの執念の前に破れ、命乞いの末に見逃されるもまたも不意打ちを仕掛けた。この時ガンツを庇ったクロノアを負傷させるも、ガンツに撃たれて崖に落ちた（生死不明）。
ナハトゥム
声 - 郷里大輔（『クロノアビーチバレー 最強チーム決定戦!』）
『door to phantomile』や『ヒーローズ』の最終ボス。『ビーチバレー』では、プレイヤーキャラの1人となっている。
『door to phantomile』では歌姫レフィスを依代にして、プリズムで分解しきれず、悪夢の鍋に捨てられてきた積もり積もったカスよりなる悪夢〜ナハトゥム〜の卵から生まれ、夢と夢でできた世界を喰らい尽くして真の虚無に帰す闇の化身として登場。ガディウスの狙い通り世界を滅ぼさんと暴れ狂うも、各国の代表が構えた月の大砲からの砲撃により傷つき、最後はクロノアが渾身で放ったヒューポーの体当たりを受けて消滅した。
『ヒーローズ』においては、かつてスターメダルを所持し世界を支配した最古の英雄王で、ヒーローメダルでヒーローの概念を生み出すも己の力と夢に溺れて魔物化し、封印された禁断の存在とされている。ガーレンを吸収して復活した後は自身による更なる世界の統括を望むがクロノア達の激しい抵抗に遭い、遂にはロロをも体の中に取り込みナハトゥム・ダンクルスと化して襲い掛かる。しかし天空寺院の大巫女が世界中の人達の願いを束ねてクロノア達に届け、そして体内で覚醒したロロの声に発奮した彼等の攻撃を受けて、最後は何かを求めるような断末魔を発して光の中に消え去った。
『クロノアビーチバレー』ではガーレンが呼んだ助っ人として参戦。形態こそ初作の姿に近いが足がある。
基本的に最終ボス扱いである事が多いが、その姿およびコンセプトが作品ごとに大きく異なるのが特徴（強いて共通点を挙げるとすれば、どの作品のナハトゥムも暗い紫色を基調にした体色をしている事と、蝙蝠か悪魔の羽のような形をした特徴的な触角が生えている事くらいである）。
マンガ版『疾風天国 風のクロノア』ではゆーしゃの聖地に現れた悪しきものとして登場、外見は『ビーチバレー』の姿になっている。ただし腰痛に悩んでいたり、ボクシングでチップルに負けるなどギャグキャラクターとして著しく弱体化している。
ムゥ
声 - 木川絵里子（『NAMCO x CAPCOM』）
最もポピュラーなタイプ。体は基本的には赤色で全体的に丸っこい。ウサギの耳のようなものがあり、それに白いラインが1本ずつ入っている。手は青色の団子のような形で、ツメが3つある。目の色は作品によって微妙に異なる。口はギリシャ文字のオメガ「ω」のような形をしており、どこか可愛らしい印象を与える。
基本的にはなにも考えずにウロウロするだけ。『2』では寝ている個体もいる。しかし、『ヒーローズ』では引っ掻き攻撃をする。『door to phantomile』のコロニアでは日が陰るたびに闇の力によって風だまを受け付けない無敵の幻獣エクリプスへと変身する。『ビーチバレー』で水中メガネバージョンが登場したほか、『G2』ではワールド毎にコスチュームや体の色が異なる。鳴き声は「ムゥ〜」。
マンガ版では、風の街の郵便屋で、クロノアのツッコミ役。
ハートムゥ
声 - 松岡由貴
『ビーチバレー』のみ登場したムゥ一族のリーダーで考える機能がある。トレードマークは緑地に黄色のハートマークが付いた頭のバンダナ。表情もある。またムゥに声が付いたのはこのムゥから始まった。

### ゲストキャラクター
クィッキー
『テイルズ オブ エターニア』で登場した小動物。『風のクロノア2』のジャングルスライダーの洞窟で右に進んでいくと会える。
ホリ・ススム
『ミスタードリラー』からの登場。『クロノアヒーローズ』のサブイベントに出現。ムゥンズの村で会える。
この作品ではドリルを無くしてしまった為、クロノア達に自分のドリルを探してくれる様に頼み込むイベントがある。
アンナ・ホッテンマイヤー
『ミスタードリラー』からの登場。『クロノアヒーローズ』のサブイベントに出現。ムゥンズの村で会える。
プチ
『ミスタードリラー』からの登場。『クロノアヒーローズ』のサブイベントに出現。天空寺院・ふもとで会える。
もじくん
『もじぴったん』からの登場。『クロノアヒーローズ』のサブイベントに出現。ボルクシティ・あかつきの広場で会える。
ススムのドリルに関することを教えてくれる。
もじちゃん
『もじぴったん』からの登場。『クロノアヒーローズ』のサブイベントに出現。ボルクシティ・あかつきの広場で会える。
もじくん同様、ススムのドリルに関することを教えてくれる。
カイ
『ドルアーガの塔』からの登場。『クロノアヒーローズ』のサブイベントに出現。天空寺院・ふもとで会える。
ススムのドリルを探すため、占いをしてくれる。
ギルガメス
『ドルアーガの塔』からの登場。『クロノアヒーローズ』のサブイベントに出現。ジャグゲドル港で会える。
カイの占いに関する話を教えてくれる。
ワルキューレ
『ワルキューレの伝説』からの登場。『クロノアヒーローズ』のサブイベントに出現。天空寺院・内殿で会える。
サンドラ
『ワルキューレの伝説』からの登場。『クロノアヒーローズ』のサブイベントに出現。ジャグゲドルの水上市場で会える。
和田どん
『太鼓の達人』からの登場、『クロノアヒーローズ』のサブイベントに出現。ブリーガル・しらかば一丁目で合える。
和田かつ
『太鼓の達人』からの登場。『クロノアヒーローズ』のサブイベントに出現。ブリーガル・あざみの広場で会える。
バチお先生
『太鼓の達人』からの登場。『クロノアヒーローズ』のサブイベントに出現。ブリーガル・めぬきどおりで会える。

### その他
ンガポコ
伝言ロボット。ありとあらゆる場所に飛んで行き、絶対に伝言を伝える。多少タイムラグが生じるのが欠点だが、電話のない（トランシーバーはあるが、あまり持っている人がいないうえに電波状況が悪いと使えない）世界では最も速くて手軽で確実な通信手段。「ンガポコの卵」という物体もあり、中に物を入れることができるのだが、ンガポコがそこから生まれるわけではない。『door to phantomile』では設定及びデザインが違いコロニアで神官を補助する機械生命体。『G2』ではガーレンのサポートロボという設定になっている。
鏡の精
泡を割ると一定時間とった夢のかけらを二倍にしてくれる妖精。『door to phantomile』の設定によると「その昔、色々なものを鏡に映して二倍にした妖精で、いたずら好きな鏡の精はある日、太陽を二倍にして夜を無くしてしまった。そして怒った神が鏡の精を封じこめた」という。

## クロノアのゲスト出演
クロノアは様々なナムコ（後のバンダイナムコゲームス）のゲームにゲスト出演している。名称のみが登場する場合もある。

### 出演作品
ここではクロノアが登場する作品を紹介する。
- 『アルペンレーサー3』(PS2) - 隠しキャラとしてクロノアが登場。『風のクロノア2』などにおけるフロートボード姿での登場。
- 『ケロロRPG 騎士と武者と伝説の海賊』(DS) - サポートキャラクターとしてクロノアが登場。
- 『スマッシュコート3』(PS) - 隠しキャラとしてクロノアが登場。
- 太鼓の達人シリーズ
  - 『太鼓の達人 タタコンでドドンがドン』(PS2) - 『風のクロノア2』のミラ・ミラ大雪山ステージのBGMである「STEPPING WIND」が収録（後にAC版『太鼓の達人4』にも移植）。踊り子としても登場。
  - 『太鼓の達人 あっぱれ三代目』(PS2) - 「わっふ〜音頭」という曲がある。踊り子としても登場。
  - 『太鼓の達人（新筐体）』(AC) - 『door to phantomile』のビジョン1-1「風の村ブリーガル」のBGMである「The Windmill Song」が2013年12月11日のアップデート「モモイロVer.」にて収録（後にWii U『太鼓の達人 特盛り!』にも移植）。
  - 『太鼓の達人 あつめて★ともだち大作戦!』(Wii U) - 『door to phantomile』のビジョン4-2のボス「バラディウム」戦のBGMである「Baladium's Drive」が収録。
- 『NAMCO x CAPCOM』(PS2) - プレイヤーユニットとしてクロノア&ガンツ、敵ボスとしてジョーカーとジャンガ、ザコ敵としてムゥ一族、サブキャラとしてロロと大巫女が登場。キャラクター設定は『クロノアヒーローズ』、クロノア関連のステージは『風のクロノア2』をそれぞれベースにしている。
- 『テイルズ オブ ハーツ』(DS) - サポートキャラクターとしてクロノアが登場。
- 『ファミリーテニスアドバンス』(GBA) - 操作キャラクターとして登場。
- 『プロ野球 ファミスタ2011』（3DS） - ナムコスターズの選手として登場。過去のファミスタシリーズでも1996年の『ワールドスタジアムEX』より不定期で登場していた。
- 『MotoGP』(PS2) - 隠しライダーとしてクロノアが登場。マシンに「96」と描かれている。
- 『ワールドキックス』(AC) - 隠しチーム「ナムコ90'チーム」の一員としてクロノアが登場。デザインはPS版『door to phantomile』がベース。

### 名称のみ登場する作品
ここでは名称のみ登場する作品を紹介する。
- 『ゼノサーガ エピソードI［力への意志］』(PS2) - 『ビーチバレー』の宣伝のため、クロノアがシオンにメールを送信してくる。
- ことばのパズル もじぴったんシリーズ
  - 『ことばのパズル もじぴったん』(PS2) - 「くろのあ」や「かぜのくろのあ」と並べると意味が出てくる。また、『風のクロノア』をテーマとしたステージがいくつか存在し、背景がクロノア、BGMが『風のクロノア2』の「Going to Lunatea」となっている。
  - 『ことばのパズル もじぴったんWii デラックス』(Wii) - ナムコスペシャルステージのみで使えるナムコ用語内にて、「れふぃす（レフィス）」、「ひゅーぽー（ヒューポー）」などが収録されている。
  - 『ことばのパズル もじぴったん アンコール』(NS) - Wii版に収録されていたナムコ用語に加え、「風のクロノアステージ」でのみ使えるクロノア関連のことば（「ろんごらんご〈ロンゴランゴ〉」、「ばらでぃうむ〈バラディウム〉」など）が収録されている。
- 『ファミリースタジアム2003』(GC) - ナムコスターズの本拠地球場として「クロノアスタジアム」が登場。クロノア選手も3番セカンドで登場。

### アイテムなどで登場する作品
本人が登場する訳ではないが、アイテムや背景などで登場する作品を紹介する。
- 『スマッシュコート2』(PS) - 壁打ちトレーニングである条件を満たすと、クロノアの絵が出現。
- テイルズ オブ シリーズ
  - 『テイルズ オブ ファンタジア』(PS、PSP) - コレクションアイテム五信条の神像Fのちょうぞうとして登場。
  - 『テイルズ オブ デスティニー2』(PS2、PSP) - ハロルドの部屋にクロノアのぬいぐるみが登場。
  - 『テイルズ オブ シンフォニア』(GC、PS2) - 仲間のプレセアがイベントでクロノアのコスチュームを着て登場していた。
  - 『テイルズ オブ ファンダム Vol.2』(PS2) - アイテムにて「黒き旅人の服」というミュウのコスチュームがある他、「黒き旅人」というルークとコスチュームを着たミュウのチャットも存在する。
  - 『テイルズ オブ ヴェスペリア』 (Xbox 360、PS3) - アイテム(C)Fの彫像のほか、ナム孤島に模型が展示されており、調べるとBGMとクロノアのボイスが流れる。PS3版ではDLCとして、仲間のカロルのコスチュームチェンジ称号にクロノアのコスチュームがある。
- リッジレーサーシリーズ
  - 『R4 -RIDGE RACER TYPE 4-』(PS) - コースにクロノアの看板がある。ある条件でクリアするとクロノアのトロフィーがもらえる。また「phantomile」というコースが存在する。
  - 『リッジレーサー7』(PS3) - あるコースにクロノアの看板がある。また、ペイントメーカーにポプカが出現する。
  - 『リッジレーサー』(PS Vita) - コースにクロノアの看板がある。また、車体にクロノアの文字がプリントされている。

## メディアミックス

### 漫画
以下の漫画作品が刊行されている。
- 『疾風天国 風のクロノア』（かとうひろし、連載誌：小学館『別冊コロコロコミック』）
  - 1巻：ISBN 4-09-142456-2（てんとう虫コミックス、2002年4月）
  - 2巻：ISBN 4-09-142457-0（てんとう虫コミックス、2003年3月）
- 『風のクロノア 4コママンガ劇場』 ISBN 4-87025-297-X（エニックス、1998年4月）

### ウェブコミック
2012年9月26日より、バンダイナムコゲームスのウェブコミックサイト「ShiftyLook」にて、ウェブコミック『KLONOA: Dream Traveller of Noctis Sol』（脚本：ジム・ザブ、作画：ありがひとし）の英語版が連載開始され、2012年11月18日には「ShiftyLook」日本語版対応と共に同作の日本語版も公開された。2014年3月14日の65話をもって一旦連載終了となった。2014年9月30日に「ShiftyLook」サービス終了に伴い公開終了。未単行本化。

### アニメ
2016年10月28日、アメリカのアニメーション制作会社「Henshin」によるアニメ化が発表された。
ウェブコミック版を手掛けたありがひとしが脚本やキャラクターデザインを担当し、音声はファントマイル語に英語や日本語字幕を乗せる構成になるとされていたが、2019年1月にありがひとしのTwitterにてアニメ化の中止が発表された。